# Pleasure Island Family Theme Park
Pour les articles homonymes, voir Pleasure Island.
Pleasure Island Family Theme Park était un parc d'attractions situé à Cleethorpes, dans le North East Lincolnshire, en Angleterre.

## Histoire
Construit sur le site d'un ancien zoo, les travaux commencèrent à la fin des années 1980 par Pleasureworld, une division de Richmond Kickers. Pleasureworld était également propriétaire du parc Pleasurewood Hills près de Lowestoft.
Le parc fut vendu à Flamingo Land Ltd, qui finit les travaux de construction. Le parc est ouvert depuis le 27 mai 1993. Pleasure Island quitte le giron de la société Flamingo Land Ltd en 2010. Le parc ferme subitement ses portes en avril de cette année en licenciant l'ensemble de son personnel. Heureusement, une nouvelle propriétaire, Mélanie Wood, reprend le flambeau et rouvre le parc le 1er mai 2010 en réengageant la grande majorité du personnel.
Le 29 octobre 2016, le parc ferme définitivement ses portes. En effet, malgré d'importants investissements au cours des dernières années du parc, destinés à redynamiser celui-ci, le nombre de visiteurs n'a cessé de chuter, au point de ne plus être financièrement tenable. 

## Le parc d'attractions
Le parc est divisé en zones thématiques : 
- Africa, thème de l'Afrique.
- Kiddies Kingdom, zone pensée spécialement pour les enfants.
- Morocco, thème du Maroc.
- Old England, thème de la vieille Angleterre. Cette zone comprend l'entrée du parc.
- Spain, thème de l'Espagne.
- White Knuckle Valley, zone où est situé le parcours de montagnes russes Boomerang.

### Les montagnes russes
| Nom de l'attraction | Type                             | Constructeur | Année d'ouverture | Année de fermeture | Photo |
| ------------------- | -------------------------------- | ------------ | ----------------- | ------------------ | ----- |
| Boomerang           | Montagnes russes navette         | Vekoma       | 1993 le 27 mai    | 2016 le 29 octobre |       |
| Crazy Loop          | Montagnes russes en métal        | Pinfari      | 1996 le 31 mars   | 2002               |       |
| Four Man Bob        | Montagnes russes en métal        | Zierer       | 1993 le 27 mai    | 1995               |       |
| Go Gator            | Montagnes russes en métal junior | Wisdom Rides | 1993 le 27 mai    | 2016 le 29 octobre |       |
| Mini Mine Train     | Montagnes russes en métal        | Vekoma       | 1993 le 27 mai    | 2016 le 29 octobre |       |

### Attractions aquatiques
- Falls of Fear, toboggan aquatique
- Tommy Tinkaboo's Sweet Adventure, barque scénique

### Autres attractions
- Alakazam, Fly Away de Huss Rides.
- Astra Slide, toboggan avec sac
- Carousel, carrousel
- Century 2000,

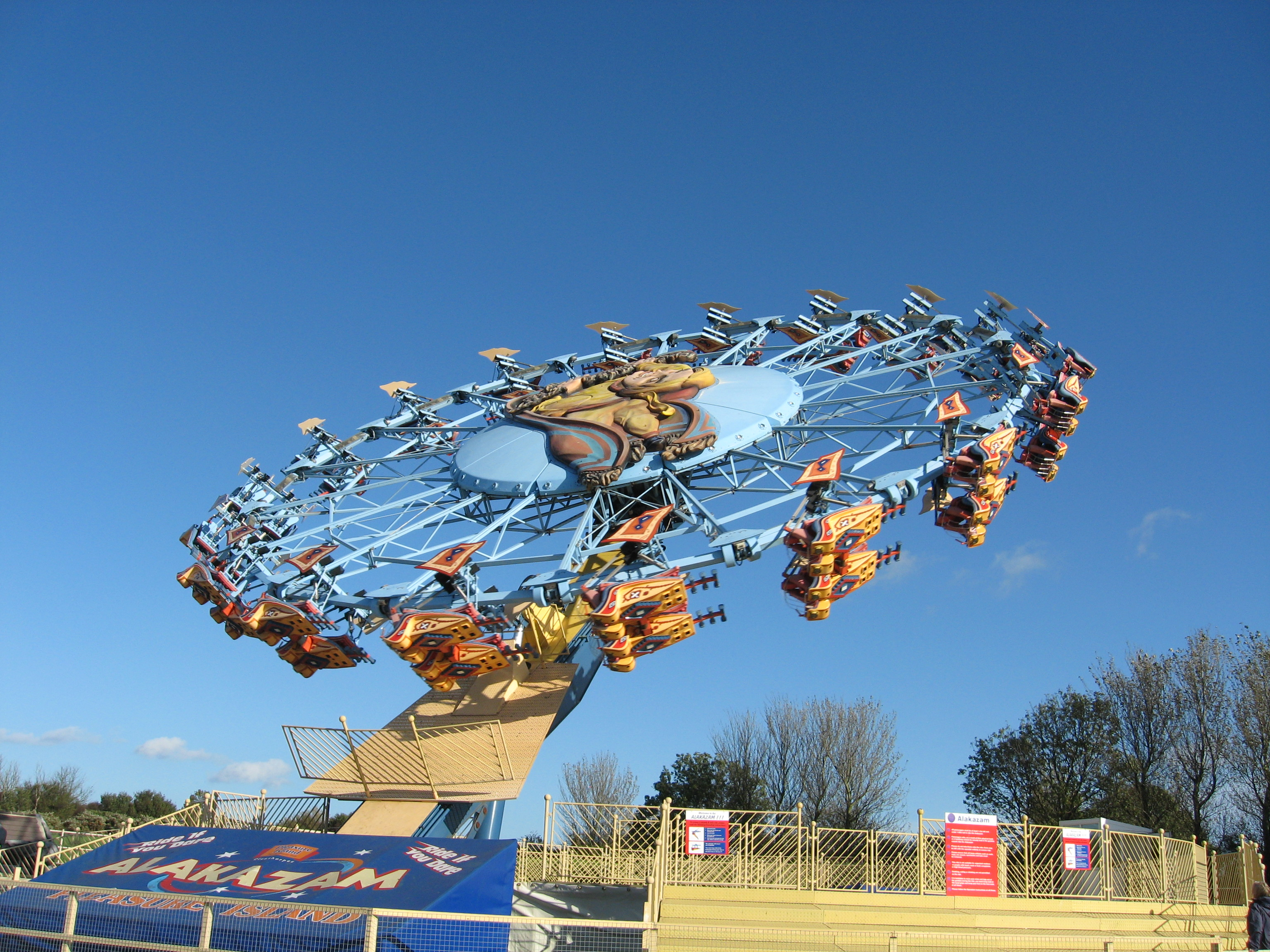
Alakazam

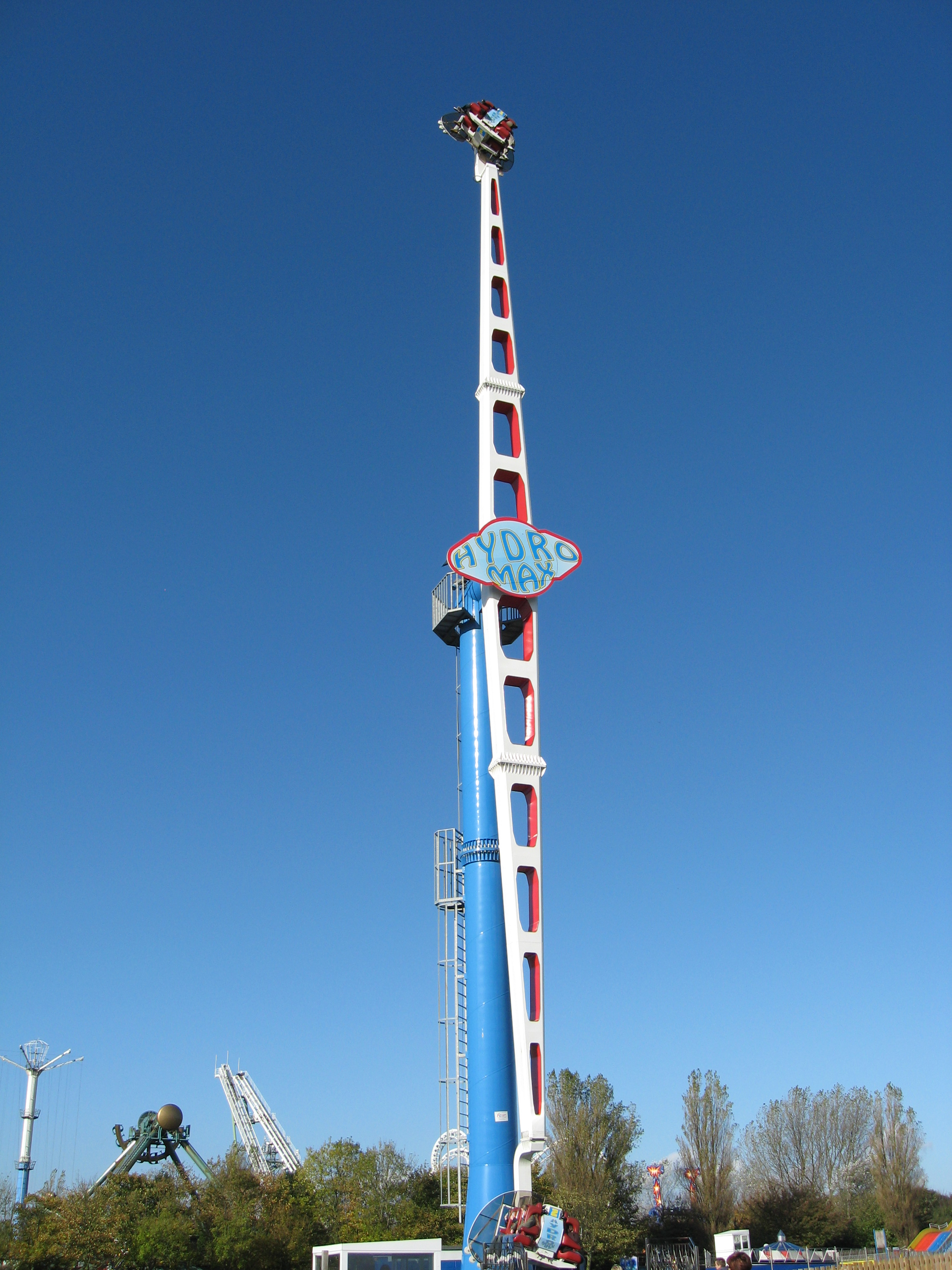
Hydro Max

- Clown Slide, toboggan sur le thème des clowns
- Cycle Monorail, monorail fonctionnant grâce aux pédales actionnées par les visiteurs.
- Dodgems, autos tamponneuses
- Electric Monorail, monorail
- Flying Chairs, chaises volantes
- Frog Hopper, tour de chute pour enfants de Zamperla
- Galleon, bateau à bascule
- Go-karts, parcours de karting
- Gravitron, gravitron
- Hydromax, Booster
- Hyper Blaster, tour de chute de S&S Worldwide
- Major Orbit
- Para Tower, para tower
- Paratrooper, paratrooper
- Pendulus, Frisbee
- Pony Rodeo
- Razzle Dazzle
- Swan boats, pédalos en forme de cygnes.
- Terror Rack, Top Spin de Far Fabbri
- Whirly Twirl, Tilt-A-Whirl
- Obliterator